# Juan Martínez Oliver
Juan Martínez Oliver (* Almería, 4 de fevereiro de 1962), foi um ciclista espanhol, profissional entre 1984 e 1994, foi o vencedor da 21.ª etapa do Tour de France de 1988 de Santenay a Santenay. Depois juntou-se ao elenco da equipa Jazztel em 2001 e 2002, de Paternina em 2003 e 2004 e da equipa Andalucía-Paul Versan desde 2005 como diretor desportivo.
Como profissional, tanto na modalidade de estrada como na de pista, destacam sendas vitórias de etapa no Tour de France e na Volta a Espanha, ambas em 1988.
Após sua retirada como profissional se dedicou profissionalmente à direção de equipas ciclistas, das duas modalidades onde foi profissional. Sobretudo destacou como técnico de pista, onde chegou a ser selecionador nacional da Espanha em 1997.

## Biografia
Depois de herdar a bicicleta de corridas de seu irmão quando este marchou ao serviço militar, se apontou à Escola de Ciclismo de Almería, onde estreia como ciclista em 1975.
Seus primeiros sucessos chegaram-lhe ao aderir pela equipa de ciclismo amador de Fuenlabrada, em Madri. Graças entre outras coisas aos triunfos de Martínez Oliver, a equipa pôde profissionalizar-se dando nascimento à equipa Dormilón em 1984.
A sua constituição fazia-lhe especialmente difícil de bater em plano e em provas contrarrelógio. O seu máximo triunfo neste sentido foi a vitória na última prova contrarrelógio individual do Tour de France de 1988, com o episódio de que a organização lhe instou a voltar a percorrer os últimos metros de sua entrada em meta, ao não ter gravações da vitória para os meios informativos.
Em etapas de montanha sofria mais, o que não lhe impediu conseguir a vitória de etapa da Volta a Espanha que finalizou em Ávila.
Como corredor de pista, participou nos Jogos Olímpicos de Verão de 1996, onde obteve diploma olímpico nas provas de perseguição individual, onde terminou 5.º, e perseguição por equipas, onde também terminou 5.º, formando equipa com Joan Llaneras, Santos González e Adolfo Alperi.
Organizador da Marcha Cicloturista Juan Martinez Oliver - As 4 Cumes em Almería

## Palmarés

### Estrada
- 1985
  - 1 etapa Volta à Catalunha

- 1986
  - 1 etapa Volta às Astúrias

- 1987
  - Memorial Manuel Galera

- 1988
  - 1 etapa Volta a Espanha
  - 1 etapa contrarrelógio Tour de France

- 1989
  - 1 etapa Volta a Múrcia

- 1993
  - 1 etapa contrarrelógio Volta ao Alentejo
  - 1 etapa Volta ao Algarve

### Pista
- 1994
  - Campeão da Espanha de Perseguição  
  - 2.º na Copa do Mundo Perseguição por Equipas
  - 3.º na Copa do Mundo Perseguição
  - Recorde da Espanha de Perseguição 4 quilómetros — 4 min 29,604 s

- 1995
  - Copa do Mundo Perseguição
  - Recorde da Espanha de Perseguição por Equipas 4 quilómetros

- 1996
  - Copa do Mundo em Pista Perseguição
  - Copa do Mundo em Pista Perseguição por Equipas
  - Copa do Mundo em Pista Perseguição
  - Copa do Mundo Perseguição por Equipas
  - Copa do Mundo
  - Copa do Mundo por Equipas
  - Campeonato da Espanha Perseguição  
  - Campeonato da Espanha de Pontuação  
  - Recorde da Espanha Perseguição Individual 5 quilómetros

- 1997
  - Campeonato da Espanha Perseguição

### Jogos Olímpicos
- Atlanta 1996
  - 5.º da perseguição individual
  - 5.º da perseguição por equipas

### Copa do mundo
- 1996
  - 1.º da perseguição individual em Cali
  - 1.º da perseguição por equipa em Cali (com Adolfo Alperi, Joan Llaneras e Bernando Gonzalez)
  - 1.º da perseguição individual em Havana

## Resultados em Grandes Voltas e Campeonato do Mundo
| Corrida            | 1985 | 1986 | 1987 | 1988  | 1989  | 1990 | 1991  | 1992 |
| ------------------ | ---- | ---- | ---- | ----- | ----- | ---- | ----- | ---- |
| Giro d'Italia      | -    | -    | -    | -     | -     | -    | 106.º |      |
| Tour de France     | -    | -    |      | 134.º | Ret   | 98.º | -     | -    |
| Volta a Espanha    | 92.º | 65.º | -    | 75.º  | 131.º | 88.º | -     | 75.º |
| Mundial em Estrada | -    | -    | -    | -     | -     | -    | -     | -    |

## Equipas

### Corredor
- Dormilón (1984-1986)
- Kelme (1987-1989)
- Banesto (1990-1991)
- Kelme (1992-1993)
- Castellblanch (1994)
- Macario - Polar  (1995)
- Mito (1995 - 1996)

### Técnico
- Selecionador Nacional de Ciclismo em Pista (1997)
- Diretor desportivo da equipa Jazztel-Costa de Almeria -Paternina (2001-2004)
- Diretor desportivo da equipa Andalucía (2005-2009)
- Selecionador Nacional de Ciclismo em Pista  R.F.E.C 2010 -2012